# Errol Alibux

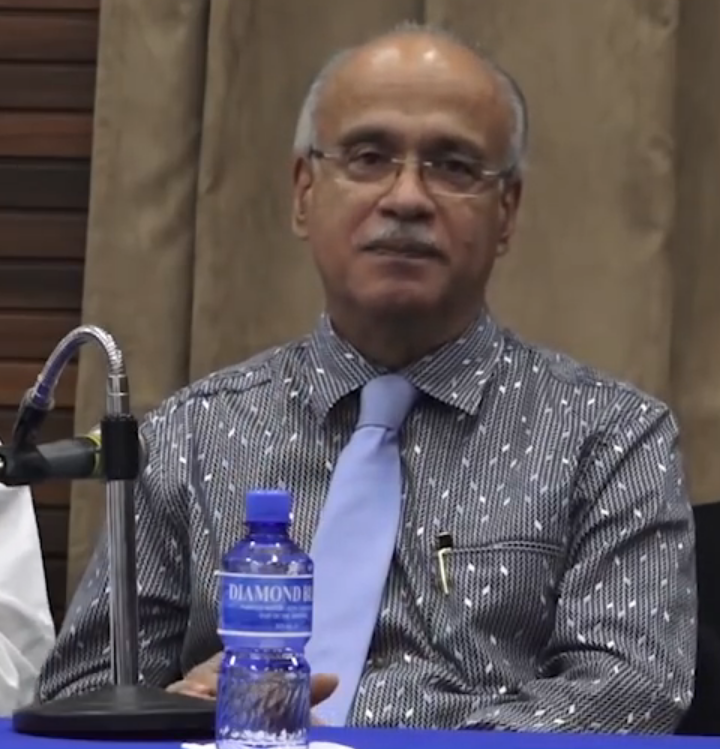
Errol Alibux (2017)

Liakat Ali Errol Alibux (* 30. November 1948 in Paramaribo) ist ein Politiker aus Suriname, der unter anderem zwischen 1983 und 1984 Premierminister von Suriname war. Seit 2013 ist er Botschafter in der Türkei.

## Leben
Liakat Ali Errol Alibux absolvierte von 1967 bis 1973 ein Studium der Soziologie an der Erasmus-Universität Rotterdam. Er war nach der Unabhängigkeit Surinames vom Königreich der Niederlande am 25. November 1975 in der am 12. März 1977 gegründeten Fortschrittlichen Arbeiter- und Bauernunion PALU (Progressieve Arbeiders- en Landbouwersunie) politisch aktiv und wurde 1980 als Minister für Soziales und Wohnungsbau (Minister van Sociale Zaken en Huisvesting) in die Regierung von Staatspräsident und Premierminister Henk Chin A Sen berufen, der er bis 1982 angehörte. Während der Amtszeit von Staatspräsident Ramdat Misier löste er am 28. Februar 1983 Henry R. Neyhorst als Premierminister von Suriname (Premier van Suriname) ab und behielt dieses Amt bis zu seiner Ablösung durch Willem Frederik Udenhout am 6. Februar 1984. In seiner Regierung übernahm er zudem zwischen 1983 und 1984 das Amt des Außenministers (Minister van Buitenlandse Zaken). Danach fungierte er zwischen 1985 und 1986 als Botschafter in Brasilien.
1996 wurde Alibux von Vizepräsident Pretapnarian Shawh Radhakishun, der ex officio auch Vorsitzender des Ministerrates und damit Premierminister war, zum Minister für natürliche Ressourcen (Minister van Natuurlijke Hulpbronnen) berufen. Im Zuge einer Regierungsumbildung übernahm er am 8. Dezember 1999 darüber hinaus das Amt des Finanzministers (Minister van Financiën) in der Regierung und behielt diese Ämter bis 2000. Zugleich übernahm Außenminister Errol Snijders zusätzlich das Amt des Verteidigungsministers. Im November 2003 wurde er wegen Fälschung und Falschberechnung zu einer Freiheitsstrafe von einem Jahr verurteilt, von der er 2004 acht Monate verbüßte. 2013 wurde er von Staatspräsident Desi Bouterse zum Botschafter in der Türkei ernannt. Seine Ernennung stieß aufgrund seiner mutmaßlichen Beteiligung an den sogenannten „Dezembermorden“ (‚Decembermoorden‘) im Jahre 1982 auf Kritik. Alibux wurde im Dezember 2019 von einer Beteiligung an den Morden freigesprochen.